# 9 février
Pour les articles homonymes, voir Neuf-Février.
9 janvier 9 mars
Chronologies thématiques
- Croisades
- Ferroviaires
- Sports
- Disney
- Anarchisme
- Catholicisme

Abréviations / Voir aussi
- (° 1852) = né en 1852
- († 1885) = mort en 1885
- a.s. = calendrier julien
- n.s. = calendrier grégorien
- Calendrier
- Calendrier perpétuel
- Liste de calendriers
- Naissances du jour

Le 9 février est le 40e jour de l'année du calendrier grégorien (il en reste ensuite 325, 326 lorsqu'elle est bissextile).
C'était généralement le 21 pluviôse du calendrier républicain ou révolutionnaire français, officiellement dénommé jour du tabouret (en son sens botanique).

## Événements

### Vesiècle
- 474 : début du règne de l'empereur byzantin Léon II le Jeune.

### VIIIesiècle
- 772 : élection du pape Adrien Ier.

### XIIesiècle
- 1119 : Calixte II est couronné pape à Vienne (Isère) après son élection.

### XIIIesiècle
- 1249 : bataille de Mansourah en Égypte (septième croisade à laquelle participe le roi Louis IX de France (saint-Louis) en personne).

### XIVesiècle
- 1350 : mariage du roi de France Jean II le Bon et de la veuve de Philippe de Bourgogne Jeanne Ire d'Auvergne.

### XVIesiècle
- 1513 : découverte des Mascareignes par Pedro de Mascarenhas dans l'Océan indien (îles actuelles de La Réunion, Maurice, Rodrigues...).
- 1600 : Giordano Bruno est condamné par la sainte Inquisition à être brûlé vif, ce qui sera exécuté le 17 février suivant sur la Piazza del Campo dei fiori toujours à Rome.

### XVIIesiècle
- 1619 : exécution du philosophe libertin Giulio Cesare Vanini.
- 1651 : nuit frondeuse entre Palais Royal et alentours de Paris du 9 au 10.

### XVIIIesiècle
- 1788 : l'Autriche rejoint la Russie dans la septième guerre russo-turque.

### XIXesiècle
- 1801 : signature du traité de Lunéville.
- 1849 : Giuseppe Mazzini proclame la République romaine.
- 1865 : Robert Edward Lee devient général en chef de l'armée confédérée (guerre de Sécession des États-Unis).
- 1882 : Józef Rymer, politicien polonais († 5 décembre 1922).

### XXesiècle
- 1909 : accord franco-allemand sur le Maroc.
- 1934 : signature d'un Pacte balkanique.
- Seconde Guerre mondiale de 1939 à 1945, dont :
  - en 1941, l'Opération Compass se solde par une victoire alliée décisive (guerre du Désert) ;
  - fin de la bataille de Guadalcanal en 1943 (guerre du Pacifique).
- 1963 : assassinat du Premier ministre irakien Abdul Karim Qasim.
- 1973 : établissement de relations diplomatiques entre la France et la République démocratique allemande (RDA dite Allemagne de l'est).
- 1977 : rétablissement de relations diplomatiques entre l'Espagne et l'Union soviétique.
- 1988 : publication du rapport sur des activités de l'ancien secrétaire général de l'ONU puis président autrichien Kurt Waldheim durant la Seconde Guerre mondiale.
- 1990 : rétablissement de relations diplomatiques entre la Hongrie et le Vatican.
- 1991 : référendum en faveur de l'indépendance de la Lituanie.
- 1999 : Pékin rompt avec Skopje en Macédoine du Nord qui a établi des relations avec Taïwan.

### XXIesiècle
- 2007 : Eugène Camara devient Premier ministre en Guinée.
- 2013 : consécration de l'église du Sanctuaire marial de Yagma au Burkina Faso, par le Nonce Apostolique, en présence du premier ministre du pays et de différents ministres et représentants religieux. L'église a rang de basilique mineure[1].
- 2014 : une initiative populaire « contre l'immigration de masse » est acceptée en Suisse par 12 5/2 des cantons et 50,34 % des suffrages exprimés ; une autre initiative populaire « Financer l'avortement est une affaire privée - Alléger l'assurance-maladie en radiant les coûts de l'interruption de grossesse de l'assurance de base » est refusée par tous les cantons et 69,8 % des suffrages exprimés.
- 2016 : le gouvernement irakien reprend totalement Ramadi à l’organisation dite État islamique.
- 2020 :
  - des élections législatives ont lieu de manière anticipée afin de renouveler les 125 membres de Assemblée nationale d'Azerbaïdjan[2].
  - D'autres ont lieu afin de renouveler les 180 membres de l'Assemblée nationale du Cameroun après plusieurs reports[3].
  - Des votations (référendums) sont organisées en Suisse à quatre dates dont une première ce jour[4].
- 2025 : 
  - en Équateur, l'élection présidentielle a lieu afin d'élire le chef de l'État[5]. Le premier tour a lieu en même temps que des élections législatives.
  - au Kosovo, les élections législatives ont lieu afin d'élire les 120 députés de la 9e législature pour un mandat de quatre ans[6].
  - au Liechtenstein, les élections législatives se déroulent afin de renouveler les 25 sièges du Landtag[7]. Et c'est l’Union patriotique, dirigée par Brigitte Haas qui remporte la majorité des sièges.

## Arts, culture et religion
- 772 : élection du pape Adrien Ier.La Coquille et le clergyman.

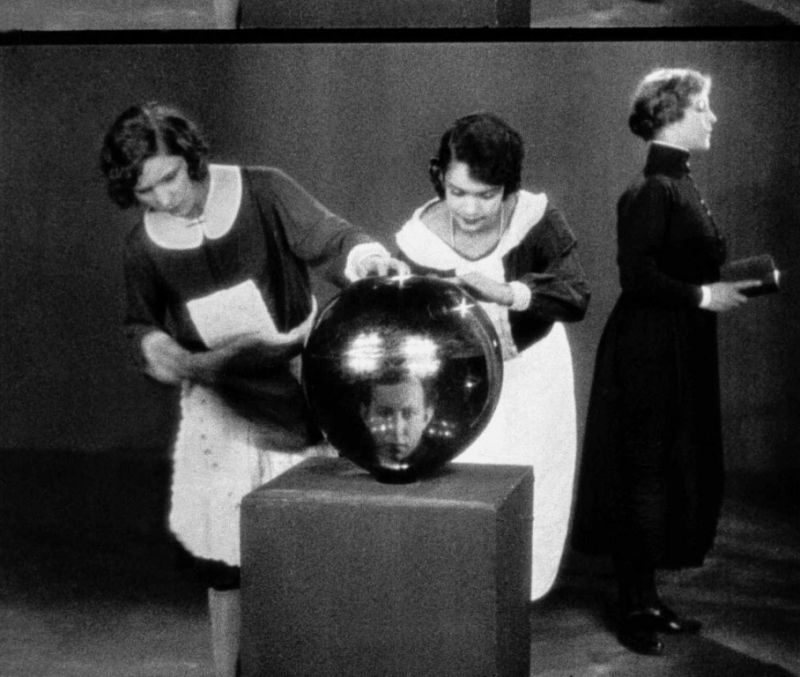
La Coquille et le clergyman.

- 1119 : élection du pape Calixte II.
- 1893 : création de l'opéra Falstaff de Giuseppe Verdi.
- 1928 : première projection houleuse du film de Germaine Dulac La Coquille et le clergyman scénarisé par Germaine Dulac et Antonin Artaud également acteur dans le film au studio des Ursulines à Paris.
- 1953 : création de la collection littéraire Le Livre de poche sous l'impulsion d'Henri Filipacchi et éditée par la Librairie générale française.
- 2020 : la 92e cérémonie des Oscars se tient au théâtre Dolby de Los Angeles pour récompenser les films sortis en 2019, le film coréen Parasite déjà palme d'or à Cannes est récompensé comme meilleur film, meilleur film international et Bong Joon-ho comme meilleur réalisateur.

## Sciences et techniques
- 1969 : le Boeing 747 surnommé Jumbo Jet effectue son premier vol aux États-Unis.
- 1996 : le copernicium est synthétisé pour la première fois.
- 2021 : la sonde spatiale émirati Al-Amal rejoint l'orbite de la planète Mars[8], que la chinoise Tianwen-1 atteint le lendemain[9].

## Économie et société
- 790 : violent séisme à Constantinople et dans l'ensemble de la Thrace[10],[11].
- 1968 : inauguration du métro de Rotterdam aux Pays-Bas.
- 1994 : début de l'affaire des HLM de Paris sous la houlette du juge d'instruction Éric Halphen.
- 1999 : ouverture du procès du sang contaminé devant la Cour de justice de la République française.
- 2005 : le plus vieil arbre du parc du château de Versailles est abattu, son arbre doyen haut de 35 mètres et âgé de 324 ans surnommé « le chêne de Marie-Antoinette » mais abîmé par la tempête de décembre 1999 puis la canicule de l'été 2003[12].
- 2016 : accident ferroviaire en Allemagne causant la mort de 11 personnes.
- 2018 : début des jeux olympiques d'hiver à Pyeongchang en Corée du Sud.

## Naissances

### XVIesiècle
- 1579 : Johannes van Meurs, philologue classique et historien hollandais († 20 septembre 1639).

### XVIIesiècle
- 1699 : Étienne Jeaurat, peintre et dessinateur français († 14 décembre 1789).

### XVIIIesiècle
- 1711 : Luis Vicente de Velasco e Isla, militaire espagnol († 31 juillet 1762).
- 1773 : William Henry Harrison, 9e président des États-Unis († 4 avril 1841).
- 1775 : Farkas Bolyai, mathématicien hongrois († 20 novembre 1856).
- 1781 : Johann Baptist von Spix, zoologiste et explorateur allemand († 15 mai 1826).
- 1792 : Thomas Cooke, prélat canadien († 30 avril 1870).

### XIXesiècle
- 1802 : Étienne Arago, dramaturge et homme politique français († 7 mars 1892).
- 1815 : Federico de Madrazo, peintre espagnol († 11 juin 1894).
- 1834 : Jacques Orteig, alpiniste français  († 2 janvier 1904).
- 1827 : William Dwight Whitney, philologue américain († 7 juin 1894).
- 1837 : José Burgos, missionnaire espagnol († 17 février 1872).
- 1846 : Wilhelm Maybach, industriel allemand († 29 décembre 1929).
- 1851 : Édouard Jacobs, violoncelliste belge († 3 mars 1925).
- 1854 : Edward Carson, avocat, juge et homme politique anglo-irlandais († 22 octobre 1935).
- 1867 : Natsume Sōseki, auteur japonais († 9 décembre 1916).
- 1874 : Vsevolod Meyerhold, homme de théâtre russe († 2 février 1940).
- 1880 : Lipót Fejér, mathématicien hongrois († 15 octobre 1959).
- 1882 : Józef Rymer, mineur polonais, activiste social, politicien, l'un des dirigeants du 3e soulèvement de Silésie († 5 décembre 1922).
- 1883 : Jules Berry, homme de cinéma français († 23 avril 1951).
- 1885 : Alban Berg, compositeur autrichien († 24 décembre 1935).
- 1890 : Jacobus Johannes Pieter Oud, architecte néerlandais († 5 avril 1963).
- 1891 :
  - Ronald Colman, acteur britannique († 19 mai 1958).
  - Pietro Nenni, homme politique italien († 1er janvier 1980).

### XXesiècle
- 1901 :
  - Marcelle Chantal, actrice française († 11 mars 1960).
  - Brian Donlevy, acteur américain († 5 avril 1972).
- 1902 : Léon Mba, président du Gabon († 27 novembre 1967).
- 1905 : David Burghley, athlète britannique († 22 octobre 1981).
- 1907 : H.S.M. Coxeter, mathématicien britannique († 31 mars 2003).
- 1908 : Mimi D'Estée, actrice canadienne d’origine française († 8 mars 2004).
- 1909 :
  - Carmen Miranda, chanteuse, danseuse et actrice brésilienne d’origine portugaise († 5 août 1955).
  - Dean Rusk, homme politique américain († 20 décembre 1994).
- 1910 : Jacques Monod, biochimiste français († 31 mai 1976).
- 1911 : Gypsy Rose Lee, effeuilleuse américaine († 26 avril 1970).
- 1912 : Ginette Leclerc, actrice française († 2 janvier 1992).
- 1914 :
  - Ernest Tubb, chanteur country américain († 6 septembre 1984).
  - Bill Veeck, propriétaire américain d’équipes de baseball († 2 janvier 1986).
- 1921 :
  - Yves Ciampi, réalisateur français († 5 novembre 1982).
  - Joseph Fontanet, homme politique français († 2 février 1980).
  - Gérard Paradis, chanteur et acteur québécois († 2 septembre 2013).
- 1922 : Kathryn Grayson, chanteuse et actrice américaine († 17 février 2010).
- 1923 : 
  - Jan Bascour (Jean Bascour dit), homme politique belge († 11 novembre 1996).
  - Jean Constantin, auteur-compositeur et interprète français († 30 janvier 1997).
- 1925 : Burkhard Heim, physicien allemand († 14 janvier 2001).
- 1926 : Garret FitzGerald, homme politique irlandais († 19 mai 2011).
- 1928 : Frank Frazetta, illustrateur américain († 10 mai 2010).
- 1930 : Michel Vianey, cinéaste français († 29 décembre 2008).
- 1931 :
  - Thomas Bernhard, romancier et auteur dramatique autrichien († 12 février 1989).
  - Jawdat Said, érudit musulman adyguéen syrien († 30 janvier 2022).
- 1932 :
  - Jiří Javorský, tennisman tchèque ( † 16 septembre 2002).
  - Gerhard Richter, artiste allemand.
- 1933 : Loris Azzaro, couturier et parfumeur français né en Tunisie († 20 novembre 2003).
- 1934 : John Ziegler, gestionnaire de hockey américain, président de la Ligue nationale de hockey de 1977 à 1992 († 24 octobre 2018).
- 1936 :
  - Stompin' Tom Connors, chanteur et compositeur country canadien († 6 mars 2013).
  - Georg Maximilian Sterzinsky, cardinal allemand († 30 juin 2011).
- 1938 : Jovette Marchessault, romancière, poète, dramaturge, peintre et sculptrice québécoise († 31 décembre 2012).
- 1939 :
  - Barry Mann, compositeur et chanteur américain.
  - Janet Suzman, actrice et réalisatrice sud-africaine.
- 1940 : J. M. Coetzee, écrivain sud-africain, prix Nobel.
- 1941 : Little Tony, chanteur italien († 27 mai 2013).
- 1942 :
  - Carole King, chanteuse, compositrice et musicienne américaine.
  - Peder Lunde, Jr., skipper norvégien champion olympique.
  - Léon Naka, économiste et financer ivoirien († 26 juillet 2020).
- 1943 :
  - Barbara Lewis (en), chanteuse et compositrice américaine.
  - Joe Pesci, acteur américain.
  - Joseph Eugene Stiglitz, économiste américain, Prix Nobel d'économie en 2001.
- 1944 : Alice Walker, écrivaine américaine.
- 1945 :
  - Mia Farrow, comédienne américaine.
  - Gérard Lenorman, chanteur français.
  - Margit Otto-Crépin, cavalière française d’origine allemande, vice-championne olympique de dressage († 19 avril 2020).
- 1947 :
  - Major Harris, chanteur américain († 9 novembre 2012).
  - Carla Del Ponte, magistrate internationale suisse.
- 1948 : Yevhen Arzhanov, athlète ukrainien spécialiste du demi-fond.
- 1949 : 
  - Janusz Pyciak-Peciak, pentathlonien polonais champion olympique.
  - Gennadiy Korban, lutteur russe champion olympique.
- 1950 :
  - Richard F. Colburn, sénateur républicain américain.
- 1954 :
  - Ulrich Walter, spationaute allemand.
  - Kevin Warwick, scientifique britannique et professeur de cybernétique.
  - Alfonso Zamora, boxeur mexicain.
- 1955 : Anne Robillard, écrivaine québécoise.
- 1956 : Phil Ford, joueur de basket-ball américain.
- 1957 : 
  - Marie Talon (Marie-Françoise dite), speakerine et animatrice française de télévision.
  - Jaco Van Dormael, cinéaste belge.
- 1958 :
  - Christophe Clark, acteur et réalisateur français.
  - Chris Nilan, joueur de hockey sur glace américain.
  - Mariya Pinigina, athlète kirghize, spécialiste du 400 m.
- 1959 : Joachim Kunz, haltérophile allemand champion olympique.
- 1960 :
  - Holly Johnson, chanteur britannique du groupe Frankie Goes to Hollywood.
  - Peggy Whitson, astronaute américaine.
- 1961 : Olivier Christin, historien français.
- 1962 : Anik Bissonnette, danseuse des Grands Ballets canadiens.
- 1963 : Daniel Bravo, footballeur français.
- 1964 : 
  - Benoît Mansion, musicien du trio de frères chanteurs/ choristes et instrumentiste(s) Léopold Nord et Vous[13].
  - Antonio McKay, athlète américain spécialiste du 400 m, double champion olympique par équipe.
- 1965 : 
  - Xavier Deutsch, écrivain belge.
  - Christian Schenk, décathlonien allemand champion olympique.
  - Silvia Sperber, tireuse sportive allemande championne olympique.
- 1966 : 
  - Guy Lagache, journaliste français.
  - Kool Shen, rappeur français du duo Suprême NTM.
  - Ellen van Langen, athlète néerlandaise spécialiste du demi-fond, championne olympique.
- 1967 : Johan Heldenbergh, acteur belge.
- 1968 :
  - Pascal Chanteur, coureur cycliste français.
  - Nicolas Huysman, footballeur français devenu entraîneur.
- 1969 : Pavel Tonkov, coureur cycliste russe.
- 1970 :
  - James Gallanders, acteur canadien.
  - Branko Strupar, footballeur belge.
- 1971 :
  - Adeline Blondieau, actrice, animatrice et scénariste française.
  - Sharon Case, actrice américaine.
  - Xu Yanmei, plongeuse chinoise championne olympique.
- 1972 :
  - Yannis Baraban, acteur français.
  - Norbert Rózsa, nageur hongrois.
- 1973 : 
  - Svetlana Boginskaya, gymnaste biélorusse triple championne olympique.
  - Colin Egglesfield, acteur américain.
- 1974 :
  - Jordi Cruyff, footballeur néerlandais.
  - Amber Valletta, mannequin et actrice américaine.
  - Suzy Lee, illustratrice et auteure de littérature jeunesse sud-coréenne.
- 1975 : Vladimir Guerrero, joueur de baseball dominicain.
- 1976 : Antonio Barrera, matador espagnol.
- 1978 :
  - Pierre-Olivier Léchot, théologien suisse.
  - William Servat, rugbyman français.
- 1979 :
  - Irina Slutskaya, patineuse artistique russe.
  - Zhang Ziyi, actrice chinoise.
  - Luka Špik, rameur d'aviron slovène champion olympique.
- 1980 : Kim Dong-sung, patineur de patinage de vitesse sur piste courte coréen.
- 1981 :
  - Tom Hiddleston, acteur britannique.
  - Kristian Pless, joueur de tennis danois.
  - The Reverend (James Owen Sullivan dit), musicien américain, batteur du groupe Avenged Sevenfold ( † 28 décembre 2009).
- 1983 : 
  - Xu Shaoyang, athlète chinoise.
  - Matty Cardarople, acteur américain
- 1984 :
  - Maurice Ager, basketteur américain.
  - Han Geng, chanteur et danseur chinois du groupe Super Junior.
- 1985 : David Gallagher, acteur américain.
- 1987 :
  - Michael B. Jordan, acteur américain.
  - Rose Leslie, actrice britannique.
  - Krzysztof Rymszewicz, acteur et chanteur polonais.
- 1990 : Lens Aboudou, basketteur français.
- 1992 : Avan Jogia, acteur britannico-canadien.
- 1994 : Tyler Cavanaugh, basketteur américain.
- 1996 : Kim Chungha, chanteuse et danseuse sud-coréenne.
- 1998 : Marina Kaye, chanteuse française.

## Décès

### IIIesiècle
- 249 (date du 9 et mois incertains) : Apolline d'Alexandrie, martyre et sainte chrétienne (° à des dates dont années inconnues).

### XIesiècle
- 1011 : Bernard Ier de Saxe, duc de Saxe (° 950 / 976).

### XIIesiècle
- 1199 : Minamoto no Yoritomo, shogun du Japon (° 9 mai 1147).

### XVesiècle
- 1450 : Agnès Sorel, favorite du roi Charles VII de France (° ca 1422).

### XVIesiècle
- 1555 : John Hooper, évêque anglais, brûlé vif à Gloucester (° v. 1495 / 1500).
- 1588 : Álvaro de Bazán, militaire espagnol (° 12 décembre 1526).

### XVIIesiècle
- 1619 : Giulio Cesare Vanini, philosophe italien (° 1585).
- 1640 : Mourad IV, sultan de l'empire ottoman (° 16 juin 1612).
- 1675 : Gérard Dou, peintre hollandais (° 7 avril 1613).

### XVIIIesiècle
- 1709 : François-Louis de Bourbon-Conti, prince du sang, officier français (° 30 avril 1664).
- 1751 : Henri François d'Aguesseau, chancelier de France (° 27 novembre 1668).
- 1752 : Fredric Hasselquist, naturaliste suédois (° 3 janvier 1722).
- 1795 : Antoine-Louis Polier, ingénieur et orientaliste suisse (° 28 février 1741).

### XIXesiècle
- 1803 : Jean-François de Saint-Lambert, poète français (° 26 décembre 1716).
- 1811 : Nevil Maskelyne, astronome britannique (° 6 octobre 1732).
- 1856 : Pierre Étienne Rémillieux, peintre français (° 16 avril 1811).
- 1874 :
  - Jules Michelet, historien français (° 21 août 1798).
  - Sophie Rostopchine, comtesse de Ségur, femme de lettres française (° 30 juillet grégorien / 1er août 1799).
- 1881 : Fiodor Dostoïevski, écrivain russe (° 11 novembre 1821).
- 1886 : 
  - Auguste Hadamard, peintre français (° 2 décembre 1823).
  - Winfield Scott Hancock, général et homme politique américain (° 14 février 1824).
- 1887 : Fanny Paelinck-Horgnies, femme peintre belge d'origine allemande (° 1er mai 1805).
- 1891 : Johan Barthold Jongkind, peintre et graveur hollandais (° 3 juin 1819).
- 1894 : Maxime Du Camp, écrivain français (° 8 février 1822).

### XXesiècle
- 1923 : Émile Masson, écrivain et militant anarchiste français (° 28 juillet 1869).
- 1927 : Charles Doolittle Walcott, paléontologue américain (° 31 mars 1850).
- 1941 : Elizabeth von Arnim, romancière britannique (° 31 août 1866).
- 1931 : Joseph-Romuald Léonard, évêque catholique québécois (° 19 août 1876).
- 1944 : Jean Tousseul, écrivain belge (° 7 décembre 1890).
- 1951 : Eddy Duchin (en), pianiste et chef d’orchestre américain (° 1er avril 1909).
- 1957 : Miklós Horthy, régent de Hongrie (° 18 juin 1868).
- 1960 : Ernő Dohnányi, pianiste, compositeur et chef d’orchestre hongrois (° 27 juillet 1877).
- 1963 : Abdel Karim Kassem, premier ministre irakien (° 21 novembre 1914).
- 1969 : Gabby Hayes, acteur américain (° 7 mai 1885).
- 1973 : Max Yasgur, fermier américain, propriétaire partiel des terrains de Bethel du Festival de Woodstock (° 15 décembre 1919).
- 1975 : Pierre Dac, humoriste français (° 15 août 1893).
- 1976 : Percy Faith, chef d’orchestre populaire canadien (° 7 avril 1908).
- 1977 : 
  - Sergueï Iliouchine, ingénieur aérospatial russe (° 30 mars 1894).
  - Ollie Klee, joueur américain de baseball (° 20 mai 1900).
- 1981 : Bill Haley, musicien américain (° 6 juillet 1925).
- 1982 : Robert Tatin d'Avesnières (Robert Tatin fils dit), peintre français, mayennais et océanien (° 1er mai 1925).
- 1984 : Iouri Andropov, chef de l'État soviétique de 1983 à 1984 (° 15 juin 1914).
- 1989 : Osamu Tezuka, dessinateur de mangas japonais (° 3 novembre 1928).
- 1991 : James Cleveland, chanteur et compositeur de gospel américain (° 5 décembre 1931).
- 1994 : Howard Martin Temin, généticien américain, prix Nobel de médecine 1975 (° 10 décembre 1934).
- 1995 :
  - J. William Fulbright, homme politique américain (° 9 avril 1905).
  - David Wayne, acteur américain (° 30 janvier 1914).
- 1996 : Adolf Galland, pilote de chasse allemand (° 19 mars 1912).
- 1997 :
  - Brian Connolly, chanteur écossais du groupe Sweet (° 5 octobre 1945).
  - Georges Groulx, acteur québécois (° 22 juin 1922).
- 1998 : 
  - George Cafego, joueur de foot U.S américain (° 8 août 1915).
  - Gabriel Gobin, acteur belge (° 12 mai 1903).
  - Paul Lévy, ethnologue français (° 27 janvier 1909).
  - William Ronald, peintre canadien (° 13 août 1926).
  - Maurice Schumann, homme politique et académicien français (° 10 avril 1911).
  - Tony Troxler, poète en dialecte français (° 26 février 1918).
- 1999 : 
  - Mary LaRoche, actrice et chanteuse américaine (° 20 juillet 1920).
  - Inga-Stina Robson, femme politique anglo-suédoise (° 20 août 1919).
- 2000 : 
  - Beau Jack, boxeur américain (° 1er avril 1921).
  - Lenore Kight, nageuse américaine (° 26 septembre 1911).
  - Buck Young, acteur américain (° 12 avril 1920).

### XXIesiècle
- 2001 : Herbert Simon, économiste américain, prix Nobel d'économie 1978 (° 15 juin 1916).
- 2002 : Margaret du Royaume-Uni, princesse britannique, sœur de la reine Élisabeth II (° 21 août 1930).
- 2004 :
  - Opilio Rossi, cardinal italien (° 14 mai 1910).
  - Claude Ryan, journaliste et homme politique canadien (° 26 janvier 1925).
- 2005 : Tyrone Davis, chanteur américain (° 4 mai 1938).
- 2007 : Hank Bauer, joueur et gérant de baseball américain (° 31 juillet 1922).
- 2009 : Orlando Lopez, musicien cubain (° 2 février 1933).
- 2010 :
  - Jacques Hétu, compositeur et pédagogue québécois (° 8 août 1938).
  - Walter Frederick Morrison, homme d'affaires américain (° 23 janvier 1920).
- 2015 : Claude Ruel, entraîneur de hockey sur glace canadien (° 12 septembre 1938).
- 2019 : Tomi Ungerer, dessinateur français (° 28 novembre 1931).
- 2020 : Jean Fournet-Fayard, footballeur puis dirigeant français d'instances dans ce sport (° 31 décembre 1931).
- 2021 :
  - Chick Corea, pianiste, claviériste et compositeur américain de jazz et jazz fusion (° 12 juin 1941).
  - Franco Marini, syndicaliste et homme politique italien, président du Sénat de la République de 2006 à 2008 (° 9 avril 1933).
- 2022 : 
  - Antoine Ier d'Érythrée, primat de l'Église érythréenne orthodoxe (° 12 juillet 1927).
  - Betty Davis, chanteuse de soul et de funk américaine (° 26 juillet 1944).
  - Jeremy Giambi, joueur de baseball américain (° 30 septembre 1974).
  - Joseph Horovitz, compositeur et chef d'orchestre britannique (° 26 mai 1926).
  - Johnny Raper, joueur de rugby à XIII puis entraîneur australien (° 12 avril 1939).
  - André Wilms, acteur et metteur en scène français (° 29 avril 1947).
- 2023 :
  - Marcos Alonso, footballeur espagnol (° 1er octobre 1959).
  - Charlie Faulkner, joueur de rugby à XV gallois (° 27 février 1941).
  - O Kuk-ryol, militaire et homme politique nord-coréen (° 3 janvier 1930).
  - Marie-Gabrielle de Luxembourg, princesse de Luxembourg (° 2 août 1925).
  - Marijke Merckens, actrice et chanteuse néerlandaise (° 3 février 1940).
  - Lewis Spratlan, compositeur américain (° 5 septembre 1940).
- 2024 : 
  - Abdelali Abdelmoula, homme d'affaires et homme politique marocain (° 15 mai 1948).
  - Robert Badinter, homme politique, juriste et essayiste français (° 30 mars 1928).
  - Jenny Estrada, femme de lettres équatorienne (° 21 juin 1940).
  - Leonídas Grigorákos, homme politique grec (° 22 juillet 1953).
  - Roland Grip, footballeur international suédois (° 1er janvier 1941).
  - Frank Howson, producteur australien (° 10 mars 1952).
  - Jean-Jacques Schpoliansky, exploitant de cinéma français (° 14 octobre 1943).
  - Damo Suzuki, chanteur japonais (° 16 janvier 1950).
  - Jimmy Van Eaton, batteur, chanteur et producteur de disques américain  (° 23 décembre 1937).
  - Herbert Wigwe, banquier et homme d'affaires nigérian (° 15 août 1966).
- 2025 :
  - Beverly Byron, femme politique américaine (° 27 août 1932).
  - Miika Elomo, hockeyeur sur glace finlandais (° 21 avril 1977).
  - Edith Mathis, soprano suisse (° 11 février 1938).
  - Ginette Moulin, milliardaire française (° 7 février 1927).
  - Asil Nadir, homme d'affaires chypriote turc (° 1er mai 1941).
  - Tom Robbins, écrivain américain (° 22 juillet 1932).
  - Oleg Strijenov, acteur de cinéma soviétique puis russe (° 10 août 1929).

## Célébrations

### Internationales et nationales
- Date possible pour le début du nouvel an asiatique, entre  20 janvier et 20 février au gré de la Lune.

### Religieuses
- Christianisme orthodoxe, dans le lectionnaire de Jérusalem :
  - mémoire de Théodule ou Théodore, higoumène ou abbé du monastère de Mar Saba ;
  - mémoire de Tiridate Ier d'Ibérie.

### Saints des Églises chrétiennes

#### Saints des Églises catholiques
Saints des Églises catholiques et orthodoxes :
- Alton de Bavière († VIIIe siècle), fondateur de l'abbaye d'Altomünster.
- Ansbert de Rouen († 695), bénédictin, 23e évêque de Rouen et chancelier du roi Clotaire III.
- Ausbert de Senlis († 685), 19e évêque de Senlis.
- Apolline d'Alexandrie († 249, comme et au même endroit que Sainte Quin(t)a / Coïnt(h)e commémorée la veille 8 février), vierge et martyre à Alexandrie d'Égypte alors romaine sous l'empereur Dèce.
- Brachion († 576), ermite honoré à Murat en Auvergne[16].
- Bravy († 590), abbé du monastère de Menat[17].
- Chamassy († VIe siècle), domestique d'une dame du Périgord, devenu ermite à Saint-Chamassy.
- Maro(u)n († 410), moine au Liban, père de l'Église maronite.
- Nicéphore d'Antioche († 260), qui demanda à mourir à la place d'un prêtre apostat à Antioche.
- Pierre de Damas († VIIIe siècle), qui combattit les manichéens, exilé en Arabie sur ordre du calife Walid.
- Prime et Donat († 362), diacres martyrs par les donatistes.
- Sabin de Canosa († VIe siècle), évêque, qu'Agapet Ier envoya à Constantinople pour combattre le monophysisme.
- Sabin d'Avellino (it) († 526), 2e évêque d'Avellino.
- Théleau († 560), evêque de Llandaff.

#### Saints et bienheureux des Églises catholiques
Saints et bienheureux des Églises catholiques :
- Anne Catherine Emmerich († 1824), bienheureuse mystique allemande.
- Bernard Caimi (it) († 1500), franciscain, fondateur du Mont Sacré de Varallo.
- Giacomo Abbondo († 1788), bienheureux prêtre italien.
- Leopold de Alpandeire († 1956), bienheureux religieux capucin espagnol.
- Louis Magaña Servin (es) († 1928), marié, martyr sous le gouvernement anticatholique mexicain.
- Miguel Febres Cordero († 1910), frère des Écoles chrétiennes équatorien.
- Raynald de Nocera (it) († 1217), camaldule au monastère de Fonte Avellana puis évêque de Nocera Umbra.

#### Saints orthodoxes,aux dates parfois"juliennes"ou orientales
Saints des Églises orthodoxes :
- Pancrace (XIIIe siècle), Pancrace des Grottes de Kiev.
- Gennade de Vagéozéro (ru) († 1516), martyr.
- Nicéphore de Vagéozéro (ru) († 1557), martyr.
- Pierre Damascène (XIIe siècle), moine.
- Dimitri Klépinine († 1944), prêtre martyr.
- Georges Skobtsov (ru) († 1944), sous-diacre martyr.
- Élie Fondaminsky-Bounakov († 1942), martyr au camp de la mort d'Auschwitz.

### Prénoms du jour[Où?]
Bonne fête aux Apolline et ses variantes Apolina, Apoline, Apollina, Apollona, Apollonia, Apollonide, Apollonie, Pollonie, etc. (les Pauline fêtées plutôt les 11 voire 26 janvier par exemple, les Apollinaire les 12 septembre).
Et aussi aux :
- Ansbert et ses variantes ou dérivés comme Ansberte, etc.,
- aux Maron et ses variantes comme Maroun, etc.,
- aux Miguel (voir aussi la saint-Michel majeure des 29 septembre).
- Aux Prime et ses variantes et dérivés : Primaël, Primel, Primela, Primo, Primus, etc.[réf. nécessaire]
- Aux Telio et ses variantes ou dérivés bretons voire autres : Teïla, Tella, Telo, Téliau, Télio, Théleau, Théliau, Thélo, Tilio, Tlio, etc.

## Traditions et superstitions

### Dictons
- « À la sainte-Apolline, bien souvent l'hiver nous quitte. »[18]
- « À la sainte-Apolline, présagent certains, l'hiver s'achemine ou touche à sa fin. »[19]
- « Au jour de la Saint-Sabin, l'hiver s'achemine ou touche à sa fin. »[réf. nécessaire]
- « Jour de Sainte-Apolline renfrogné, c'est trois beaux mois d'été qu'elle nous a gardés. »[20]

### Astrologie
- Signe du zodiaque : 20e jour du signe astrologique du Verseau.

## Toponymie
- Plusieurs voies, places, sites ou édifices de pays ou provinces francophones contiennent la date du jour dans leur nom : voir Neuf-Février .